# Parafia Najświętszej Maryi Panny Nieustającej Pomocy w Boguszycach
Parafia pw. Najświętszej Maryi Panny Nieustającej Pomocy w Boguszycach – parafia rzymskokatolicka w  dekanacie Oleśnica wschód w archidiecezji wrocławskiej. Założona w 1957 r., od tego roku są również prowadzone księgi metrykalne.

## Historia
Najwcześniejsze wzmianki o Boguszycach są odnotowane w 1288 r., kiedy to wieś, jako dar parafii Świętego Krzyża we Wrocławiu, przekazał książę Henryk IV Probus.

Kościół w Boguszycach był wzmiankowany już w 1318 r. Pierwszy znany w historii proboszcz to Konrad z Boguszyc, o którym wspominają kroniki kościelne z 1329 r.

Świątynia przeszła gruntowną przebudowę w 1712 r., prace trwały przez dwa lata i osiągnięto wygląd zbliżony do obecnego. Fundatorem kościoła był Adam Braun z Boguszyc. Przejęty przez nowych wyznawców – luteran w czasie reformacji. Ostatnim pastorem był Ewald Treutler. Wyposażenie wnętrza, przeważnie barokowe, pochodzi z przełomu XIX i XX w.

Drewniano-szachulcowy kościół jest poewangelicką świątynią jednonawową o konstrukcji słupowo-ramowej. Jest orientowany, zbudowany w stylu barokowym na wysokim podmurowaniu i na planie ośmioboku. Salowy, bez wyodrębnionego prezbiterium z nawy. Dwie kruchty po bokach nawy, północna ma dodatkowo lożę kolatorską na piętrze.
Od strony zachodniej jest wieża konstrukcji słupowej od frontu, w górnej części drewniana z zegarem z 1899 r.
Wnętrze jest otynkowane z krótkimi emporami. Ołtarz główny i ambona pochodzi z okresu neobaroku z fragmentami barokowymi z ok. 1714 r. z umieszczoną ikoną patronki parafii.

## Kościoły i kaplice
- Boguszyce – kościół parafialny pw. Najświętszej Maryi Panny Nieustającej Pomocy
- Brzezinka – kościół filialny pw. Wniebowzięcia NMP
- Boguszyce Osiedle – kościół filialny pw. Miłosierdzia Bożego
- Sokołowice – kaplica mszalna pw. Podwyższenia Krzyża Świętego

## Wspólnoty i Ruchy
- Żywy Różaniec
- Eucharystyczny Ruch Młodych
- Lektorzy
- Ministranci

## Proboszczowie parafii
1. ks. Marian Walas – 1957
2. ks. Wacław Brzozowski – 1957
3. ks. Józef Szwajka – 1957–1958
4. ks. Tadeusz Janicki – 1958–1963
5. ks. Czesław Łagodziński – 1963–1967
6. ks. Stanisław Dobek – 1967–1970
7. ks. Stanisław Kusy – 1970–1978
8. ks. Andrzej Szyler – 1978–1982
9. ks. Władysław Ozimek – od 1982 do 20 czerwca 1990
10. ks. Wacław Buryła – 20 czerwca 1990 do 25 czerwca 1994
11. ks. Emil Wójciak – od 25 czerwca 1994 do 25 czerwca 2002
12. ks. Andrzej Augustyn – od 25 czerwca 2002 do 30 czerwca 2025[1]
13. ks. Sławomir Świder – od 1 lipca 2025 (administrator)[1]

## Kapłani pochodzący z parafii
1. ks. Piotr Trojanowski (święcenia w 1956 r.)
2. ks. Jan Mycek (święcenia w 1964 r.)
3. o. Andrzej Barszcz – kapucyn, misjonarz w Moundou (Czad).